# ستيف باومان
ستيف باومان (بالإنجليزية: Steve Baumann) (16 أغسطس 1952 ميدلتاون الولايات المتحدة - ) هو لاعب كرة قدم أمريكي لَعِبَ كمهاجم.